# Tadżykistan na Zimowych Igrzyskach Olimpijskich 2002
Tadżykistan na Zimowych Igrzyskach Olimpijskich 2002 reprezentował jeden zawodnik – Andrej Drygin. Chorążym ekipy został Gafar Mirzoyev. Były to pierwsze zimowe igrzyska olimpijskie w historii Tadżykistanu.

## Wyniki reprezentantów

### Narciarstwo alpejskie
Mężczyźni
- Andrej Drygin
  - Supergigant - nie ukończył
  - Gigant slalom - nie ukończył